# جلوريا جان
جلوريا جان (بالإنجليزية: Gloria Jean)‏ هي مغنية وممثلة أمريكية، ولدت في 14 أبريل 1926 في الولايات المتحدة، وتوفيت بنفس المكان في 31 أغسطس 2018 بسبب قصور القلب.

## وصلات خارجية
- جلوريا جان على موقع IMDb (الإنجليزية)
- جلوريا جان على موقع ألو سيني (الفرنسية)
- جلوريا جان على موقع ميوزك برينز (الإنجليزية)
- جلوريا جان على موقع إن إن دي بي (الإنجليزية)
- جلوريا جان على موقع قاعدة بيانات الفيلم (الإنجليزية)
- جلوريا جان على موقع كينوبويسك (الروسية)